# Tata Steel-schaaktoernooi
Het Tata Steel-schaaktoernooi (officieel Tata Steel Chess Tournament) is een schaaktoernooi dat jaarlijks in januari wordt gehouden in het Nederlandse dorp Wijk aan Zee. Het toernooi is vernoemd naar de hoofdsponsor Tata Steel. Het is een van de grootste en sterkst bezette toernooien ter wereld. Tot en met 1999 stond het toernooi bekend als het Hoogoven(s) Schaaktoernooi en vervolgens tot en met 2010 als het Corus-toernooi.

## Geschiedenis

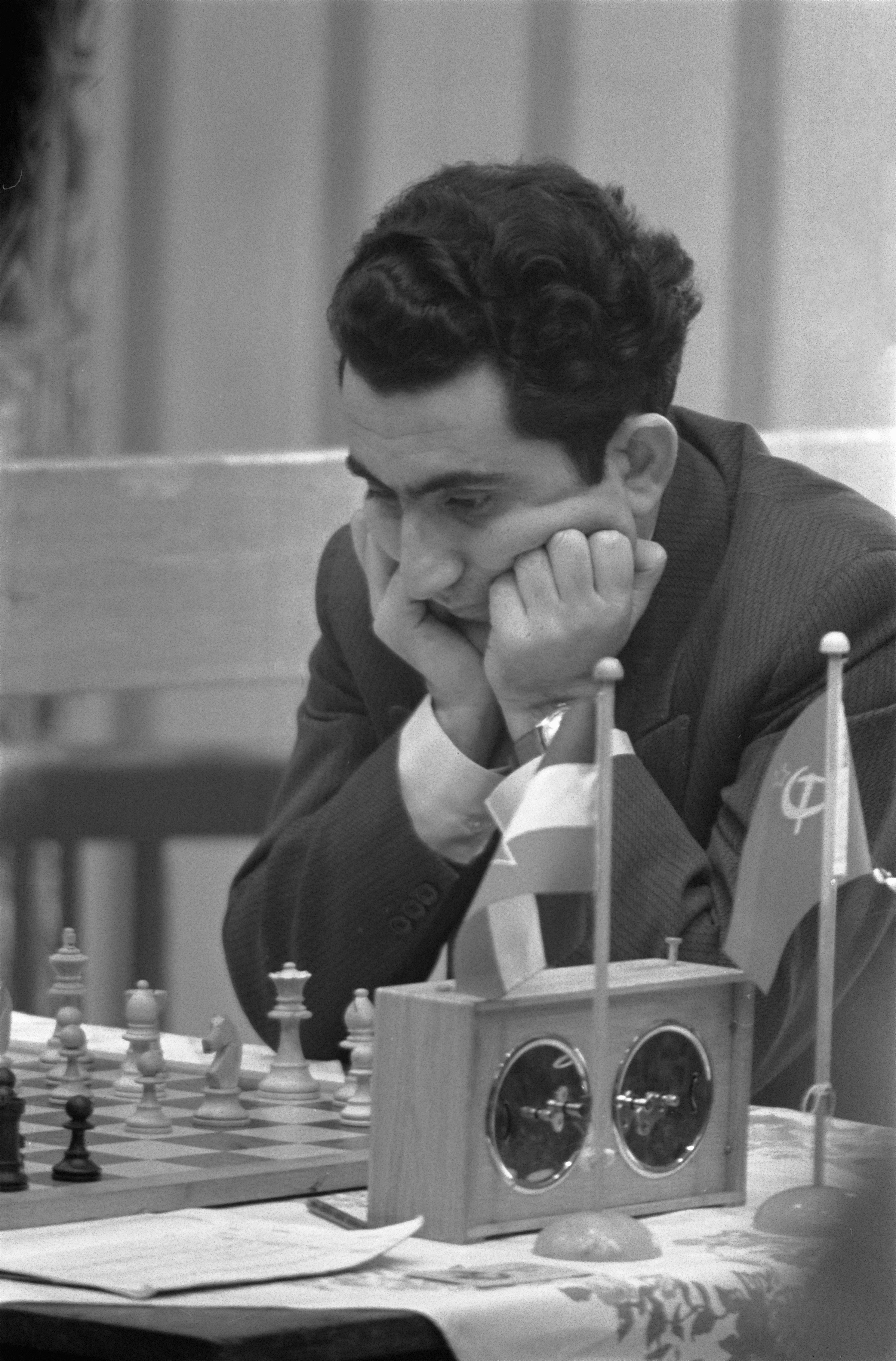
Tigran Petrosjan, Hoogovens 1960

Het eerste Hoogovenstoernooi werd in 1938 gehouden op het terrein van de Hoogovens in Wijk aan Zee. Van een regionaal toernooi ontwikkelde het zich al snel tot een toernooi van nationale allure. Zo deed in 1940 Max Euwe voor het eerst mee. In 1942 verhuisde het toernooi naar Beverwijk.
In 1946 was het Hoogovenstoernooi voor de eerste keer internationaal en werd de hoofdgroep een tienkamp, wat tot en met 1962 zo zou blijven. In 1960 deed voor het eerst een speler uit de Sovjet-Unie (Tigran Petrosjan) mee. In 1963 werd het 25-jarig jubileum gevierd met een 18-kamp bestaande uit oud-winnaars aangevuld met andere sterke spelers. Winnaar werd J.H. Donner. Daarna werd het toernooi een 16-kamp, waaraan bijna altijd een aantal wereldtoppers deelnamen. Het werd in 1967 uitgebreid met een tweede spelersgroep en een aantal open groepen.
In 1968 verhuisde het toernooi van Beverwijk naar Wijk aan Zee. In 1976 maakte hoofdsponsor Hoogovens een crisis door die ook op het toernooi doorwerkte, zo werd de hoofdgroep teruggebracht naar 12 man. In 1980 was het ergste voorbij en werd de hoofdgroep een 14-kamp, wat het sindsdien gebleven is. Uitzonderingen waren de jaren 1993 en 1995, toen er werd geëxperimenteerd met een knock-outtoernooi.

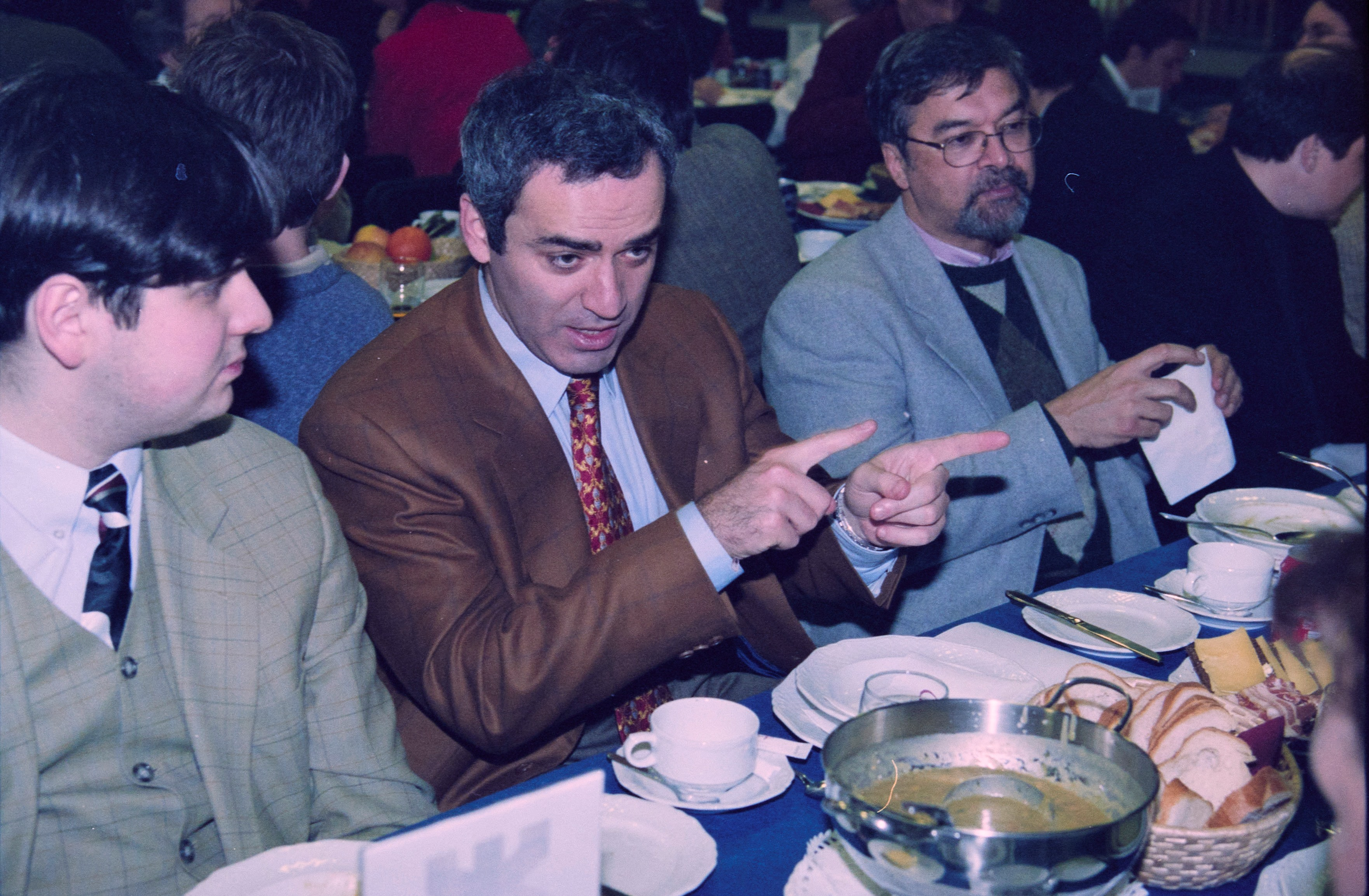
Kasparov in 1999 aan de traditioneel afsluitende toernooimaaltijd: erwtensoep

Van 1999 tot 2001 kreeg het toernooi een publicitaire impuls door de deelname van Garri Kasparov. Sindsdien is het niet ongewoon dat een groot deel van de top 10 van de FIDE-ratinglijst meedoet.
Nadat de hoofdsponsor fuseerde met een Engels bedrijf, veranderde ook de naam van het toernooi in Corus-toernooi. In zijn huidige vorm is het een massatoernooi met honderden deelnemers, verdeeld over tienkampen, vierkampen, een rapidtoernooi, een superchess-toernooi en drie hoofdgroepen. De A-groep bepaalt het internationale prestige van het toernooi als een van de sterkst bezette toernooien op de schaakkalender. Doordat de naam Hoogovenstoernooi voor buitenlanders niet uit te spreken was, is het in de wandelgangen bekend geworden als Wijk (wiejk), naar de speelplaats.
Na de afronding van de overname van het Brits-Nederlandse Corus door het Indiase Tata Steel, kreeg het toernooi zijn huidige naam. In 2018 introduceerde Tata Steel het Tata Steel India-schaaktoernooi. Dit toernooi betrof rapid- en blitzschaak en werd gehouden in Calcutta. Dit toernooi moest in 2020 echter worden afgelast vanwege de coronapandemie die dat jaar uitbrak. 
Tussen 2008 en 2022 won Magnus Carlsen het toernooi maar liefst acht maal. Zijn zegereeks werd doorbroken door Hikaru Nakamura (2011), Levon Aronian (2012 en 2014), Wesley So (2017), Fabiano Caruana (2020) en Jorden van Foreest (2021). 
In 2021 en 2022 moest het toernooi worden aangepast in verband met de coronapandemie die in 2020 uitbrak. In 2021 werd het toernooi uitsluitend georganiseerd voor de grootmeestergroep. Het toernooi werd gewonnen door Jorden van Foreest die de eerste Nederlandse winnaar sinds 1985 werd. In 2022 werd het toernooi alleen voor de grootmeestergroep en de challengers georganiseerd. Beide jaren moesten de amateurwedstrijden worden afgelast en moest het toernooi zonder publiek worden gespeeld. Ook werden beide jaren alle wedstrijden in de Moriaan gespeeld.

## Winnaars

### Tata Steel-toernooi

#### Nederland

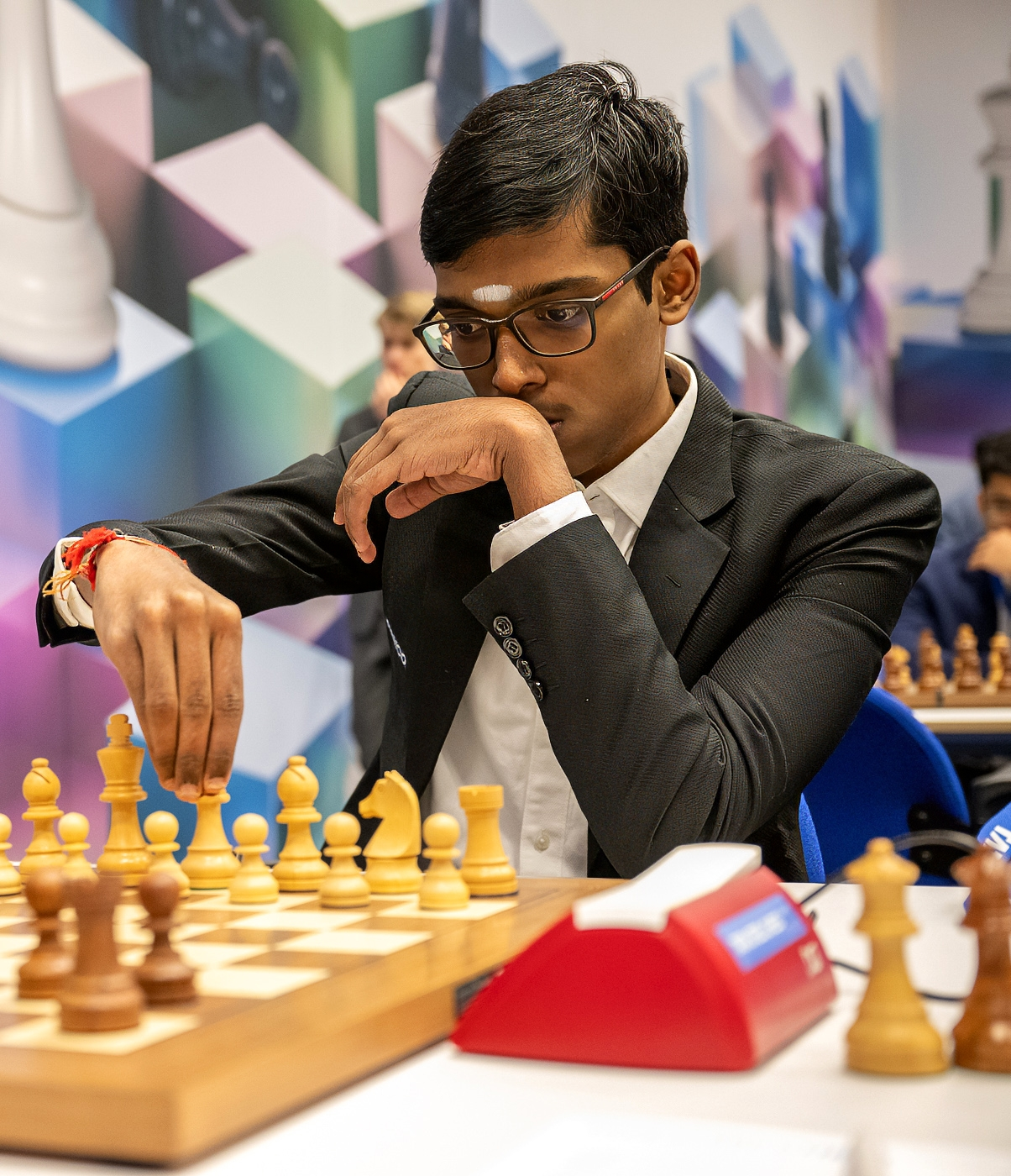
Pragg - winnaar editie 2025

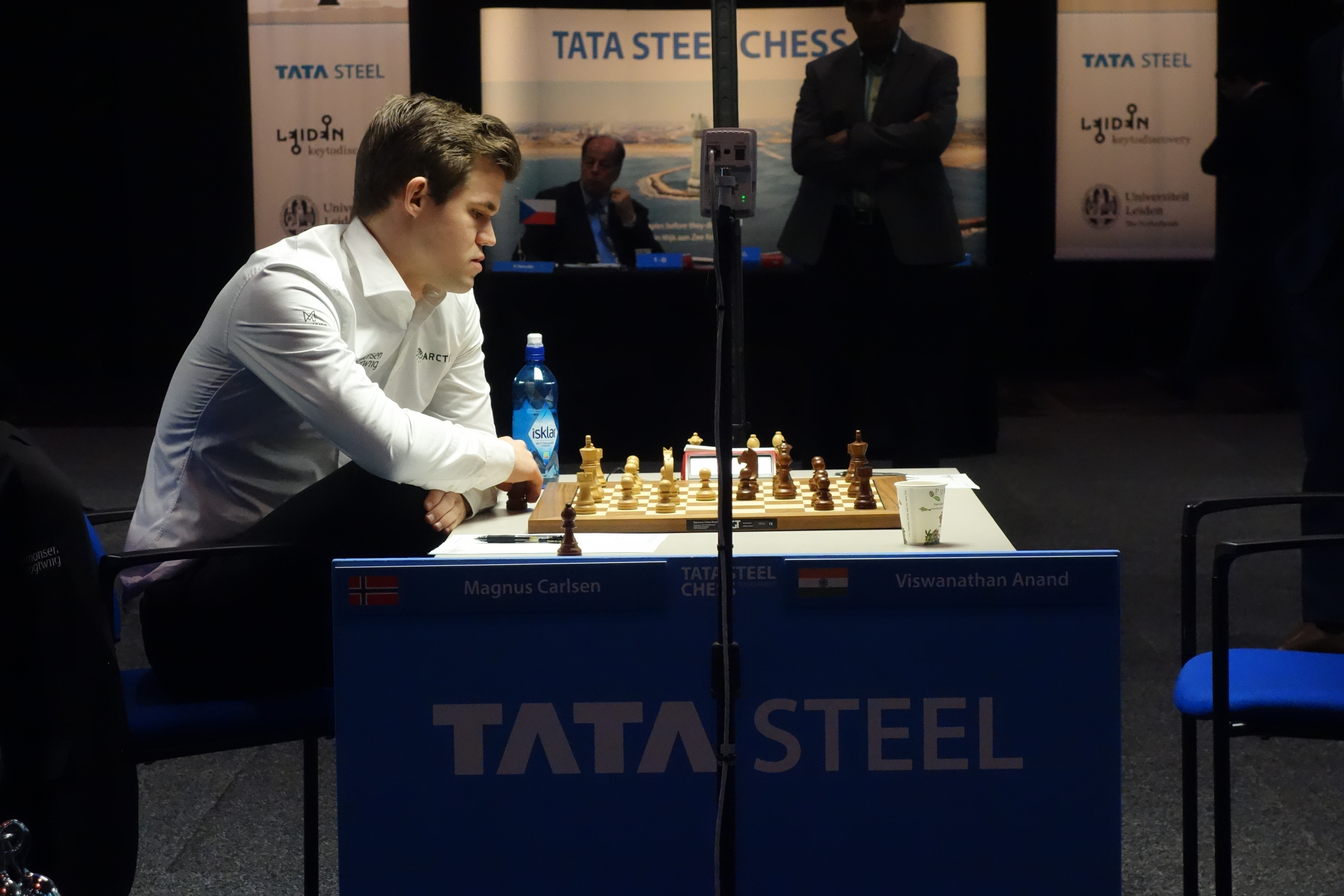
Magnus Carlsen (2019)

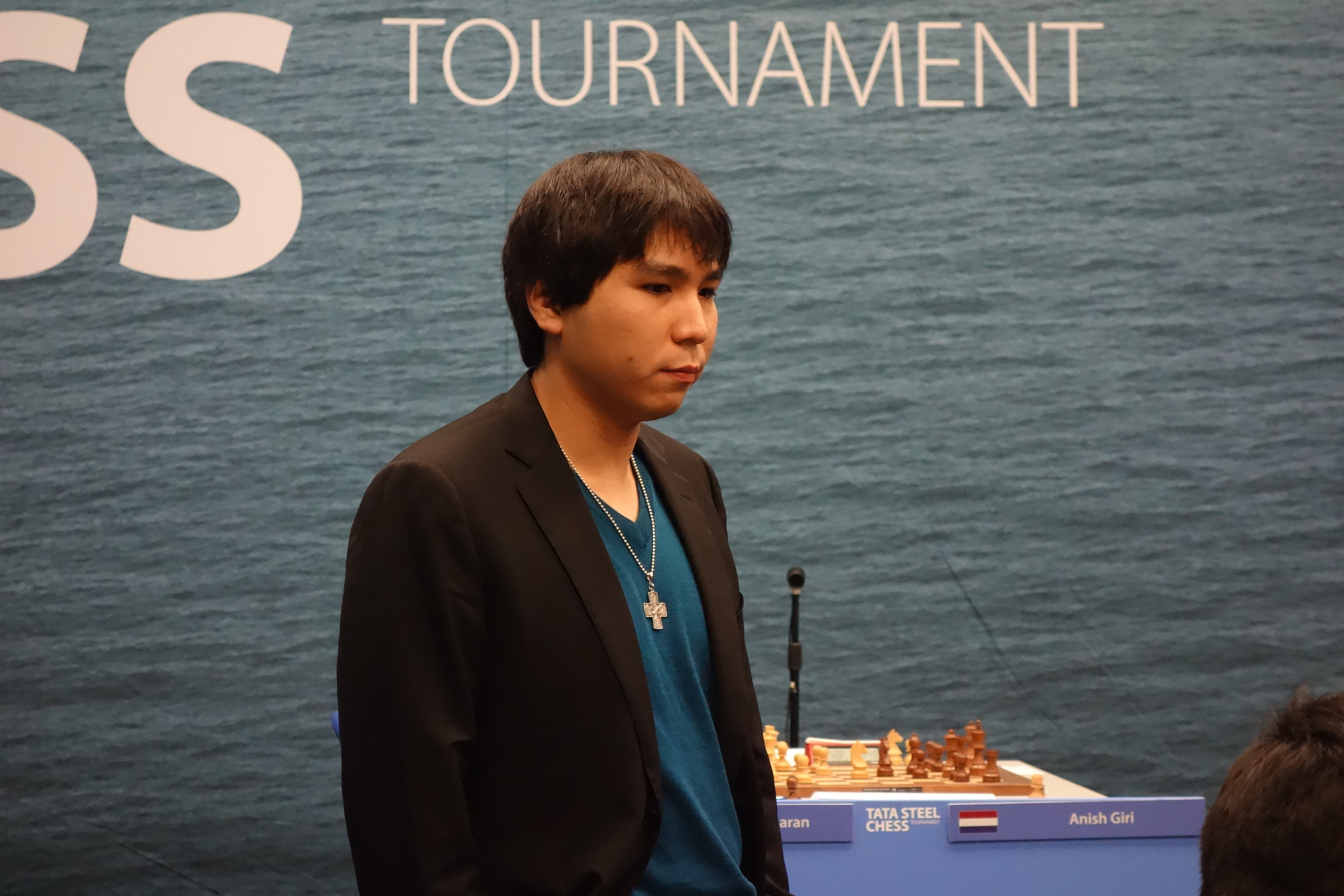
Wesley So (2017)

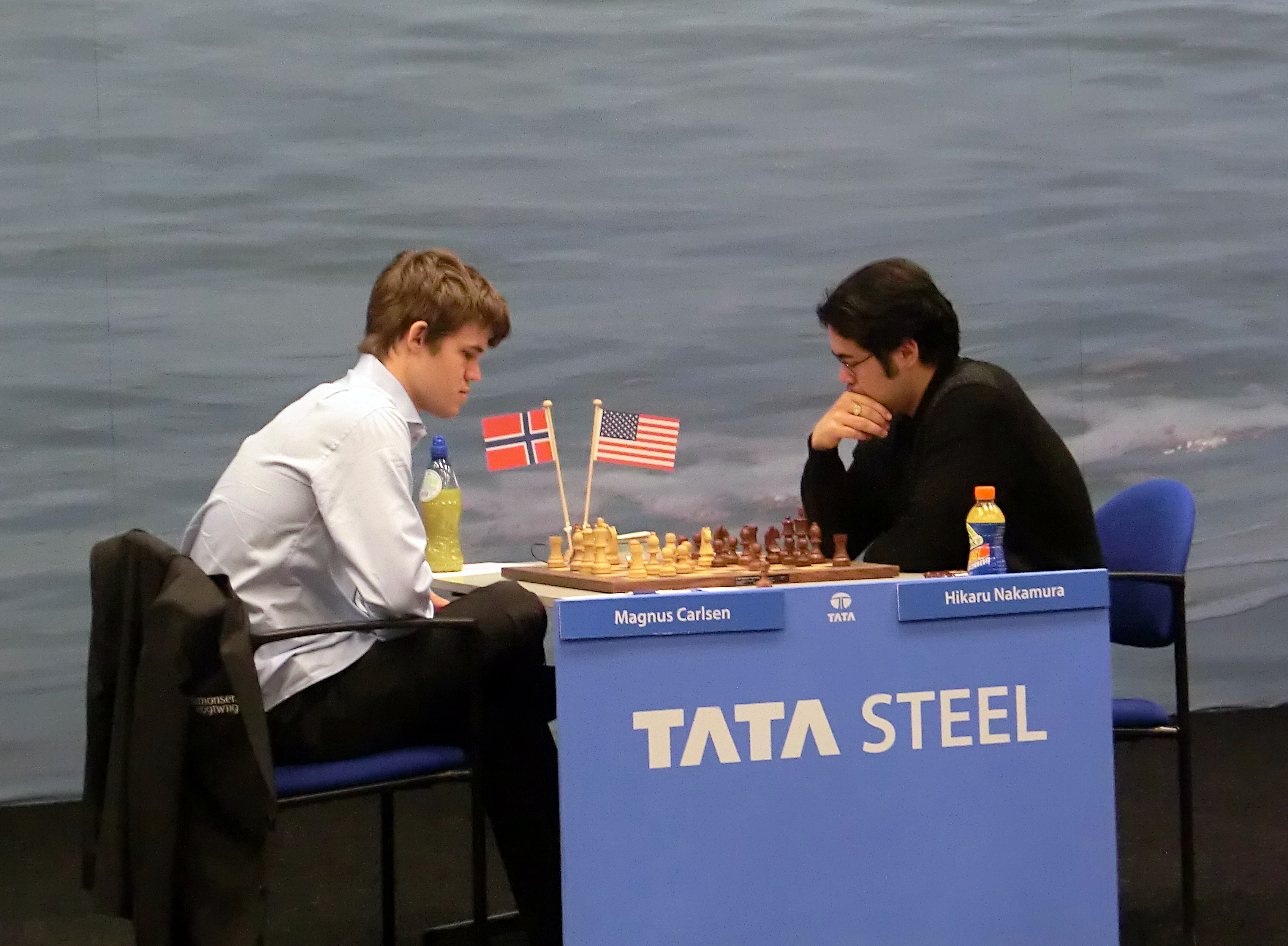
Magnus Carlsen vs Hikaru Nakamura, 2013

| Toernooi 2025 | R Praggnanandhaa   |
| Toernooi 2024 | Wei Yi             |
| Toernooi 2023 | Anish Giri         |
| Toernooi 2022 | Magnus Carlsen     |
| Toernooi 2021 | Jorden van Foreest |
| Toernooi 2020 | Fabiano Caruana    |
| Toernooi 2019 | Magnus Carlsen     |
| Toernooi 2018 | Magnus Carlsen     |
| Toernooi 2017 | Wesley So          |
| Toernooi 2016 | Magnus Carlsen     |
| Toernooi 2015 | Magnus Carlsen     |
| Toernooi 2014 | Levon Aronian      |
| Toernooi 2013 | Magnus Carlsen     |
| Toernooi 2012 | Levon Aronian      |
| Toernooi 2011 | Hikaru Nakamura    |

#### India
|               | Rapid           | Blitz             |
| ------------- | --------------- | ----------------- |
| Toernooi 2018 | Hikaru Nakamura | Viswanathan Anand |
| Toernooi 2019 | Magnus Carlsen  | Magnus Carlsen    |

### Corus-toernooi
| Toernooi 2010 | Magnus Carlsen                                     |
| Toernooi 2009 | Sergej Karjakin                                    |
| Toernooi 2008 | Levon Aronian en Magnus Carlsen                    |
| Toernooi 2007 | Veselin Topalov, Levon Aronian en Teimour Radjabov |
| Toernooi 2006 | Veselin Topalov en Viswanathan Anand               |
| Toernooi 2005 | Péter Lékó                                         |
| Toernooi 2004 | Viswanathan Anand                                  |
| Toernooi 2003 | Viswanathan Anand                                  |
| Toernooi 2002 | Jevgeni Barejev                                    |
| Toernooi 2001 | Garri Kasparov                                     |
| Toernooi 2000 | Garri Kasparov                                     |

### Hoogovenstoernooi Wijk aan Zee

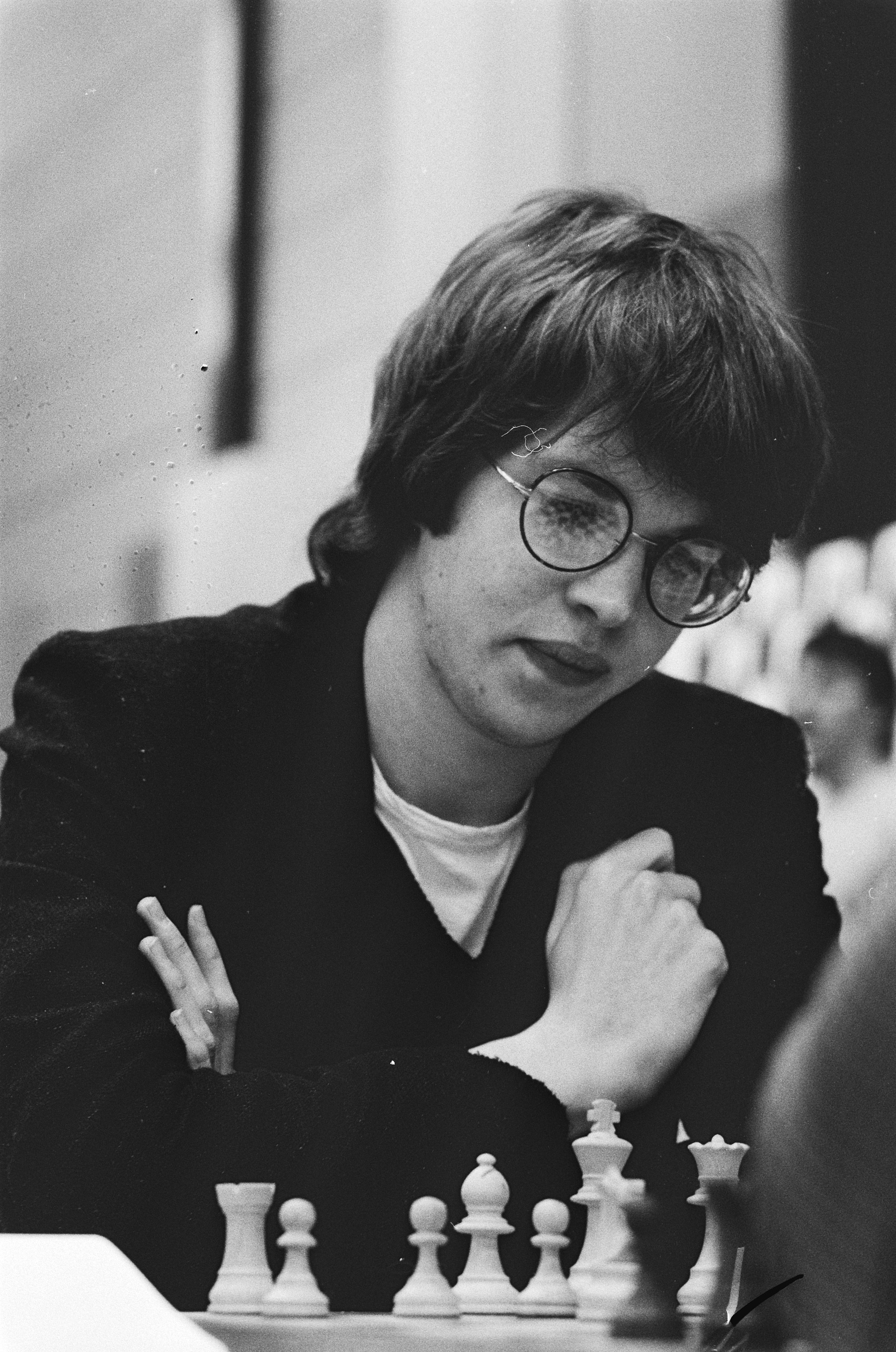
Nigel Short, Hoogovens 1986

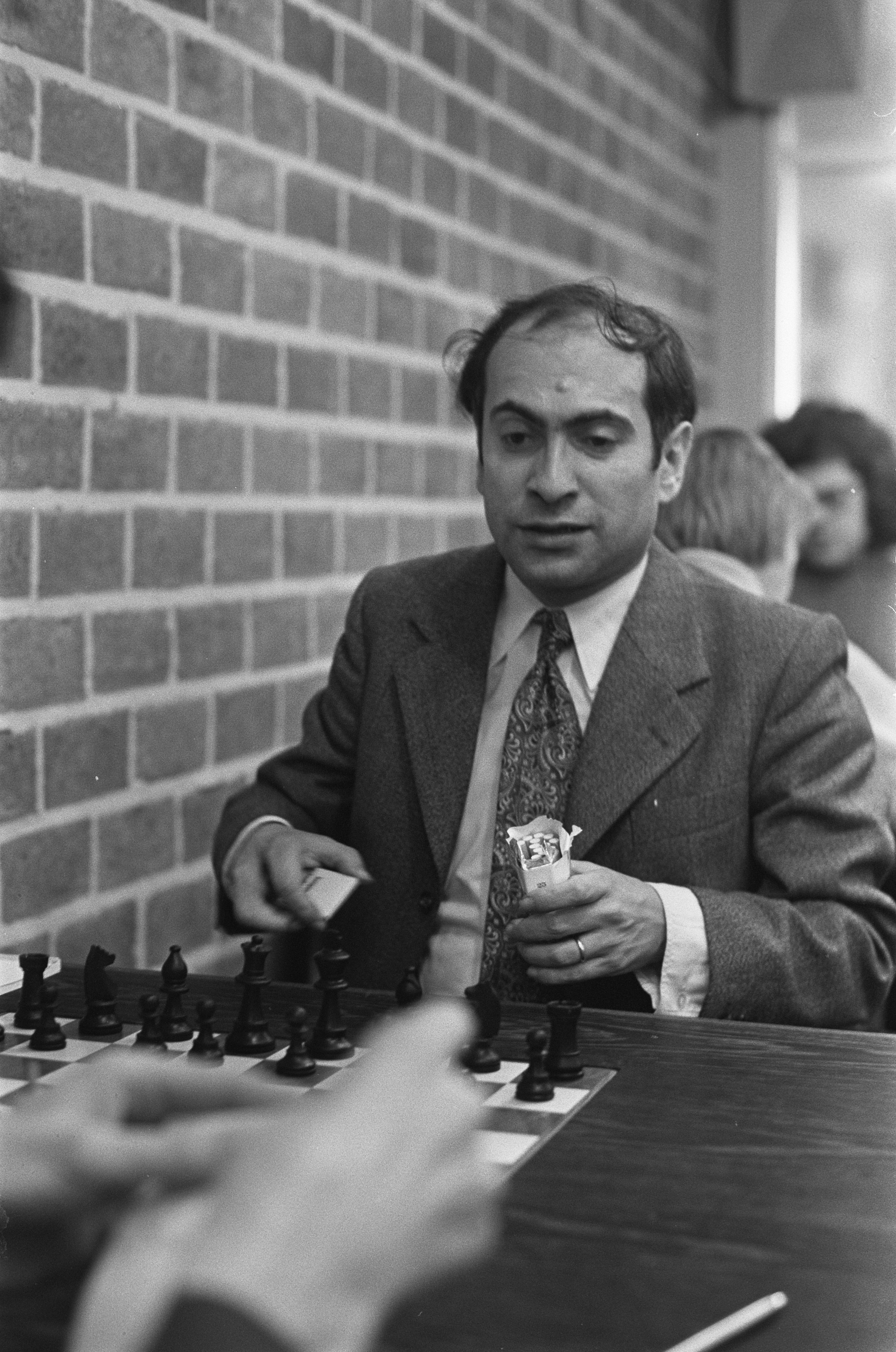
Michail Tal, Hoogovens 1973

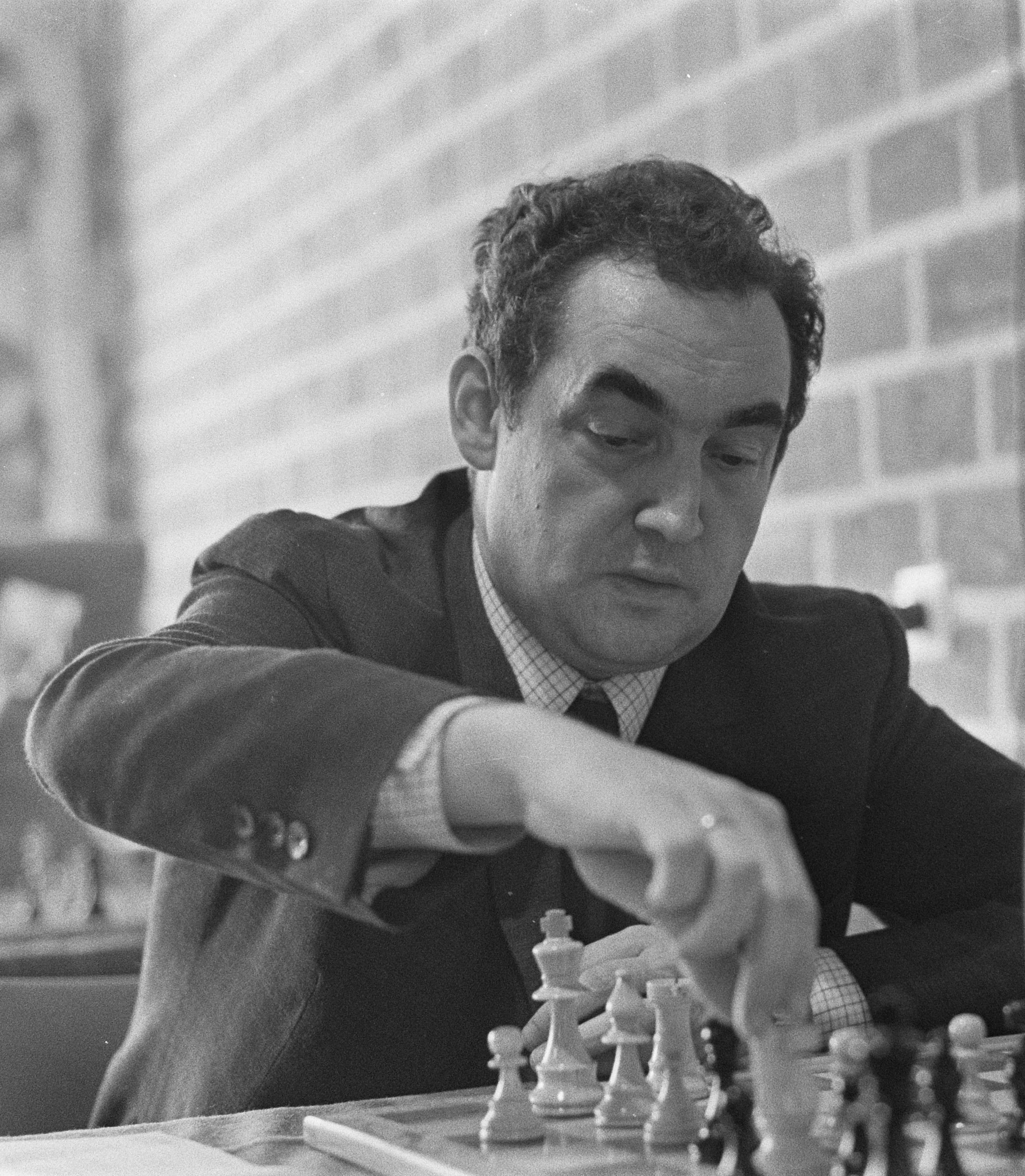
Mark Taimanov, Hoogovens 1970

| 1999 | Garri Kasparov                                                |
| 1998 | Vladimir Kramnik en Viswanathan Anand                         |
| 1997 | Valeri Salov                                                  |
| 1996 | Vasyl Ivantsjoek                                              |
| 1995 | Aleksej Drejev                                                |
| 1994 | Predrag Nikolić                                               |
| 1993 | Anatoli Karpov                                                |
| 1992 | Valeri Salov en Boris Gelfand                                 |
| 1991 | John Nunn                                                     |
| 1990 | John Nunn                                                     |
| 1989 | Viswanathan Anand, Predrag Nikolić, Zoltán Ribli en Gyula Sax |
| 1988 | Anatoli Karpov                                                |
| 1987 | Nigel Short en Viktor Kortsjnoj                               |
| 1986 | Nigel Short                                                   |
| 1985 | Jan Timman                                                    |
| 1984 | Oleksandr Beljavsky en Viktor Kortsjnoj                       |
| 1983 | Ulf Andersson                                                 |
| 1982 | John Nunn en Joeri Balasjov                                   |
| 1981 | Genna Sosonko en Jan Timman                                   |
| 1980 | Yasser Seirawan en Walter Browne                              |
| 1979 | Lev Poloegajevski                                             |
| 1978 | Lajos Portisch                                                |
| 1977 | Genna Sosonko en Jefim Geller                                 |
| 1976 | Ljubomir Ljubojević en Fridrik Olafsson                       |
| 1975 | Lajos Portisch                                                |
| 1974 | Walter Browne                                                 |
| 1973 | Michail Tal                                                   |
| 1972 | Lajos Portisch                                                |
| 1971 | Viktor Kortsjnoj                                              |
| 1970 | Mark Taimanov                                                 |
| 1969 | Michail Botvinnik en Jefim Geller                             |
| 1968 | Viktor Kortsjnoj                                              |

### Hoogovenstoernooi Beverwijk

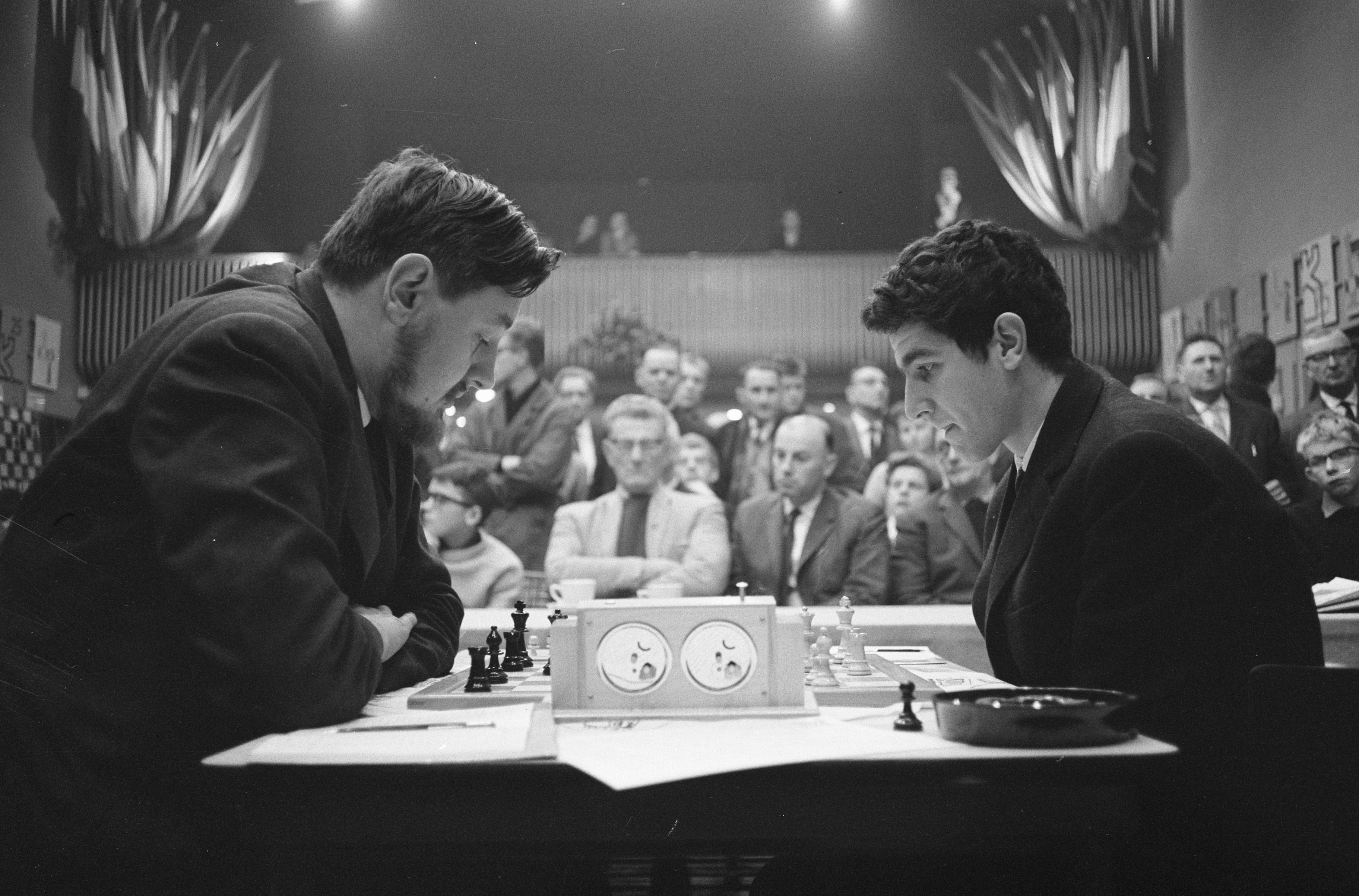
J.H. Donner vs Bruno Parma, Hoogovens 1963

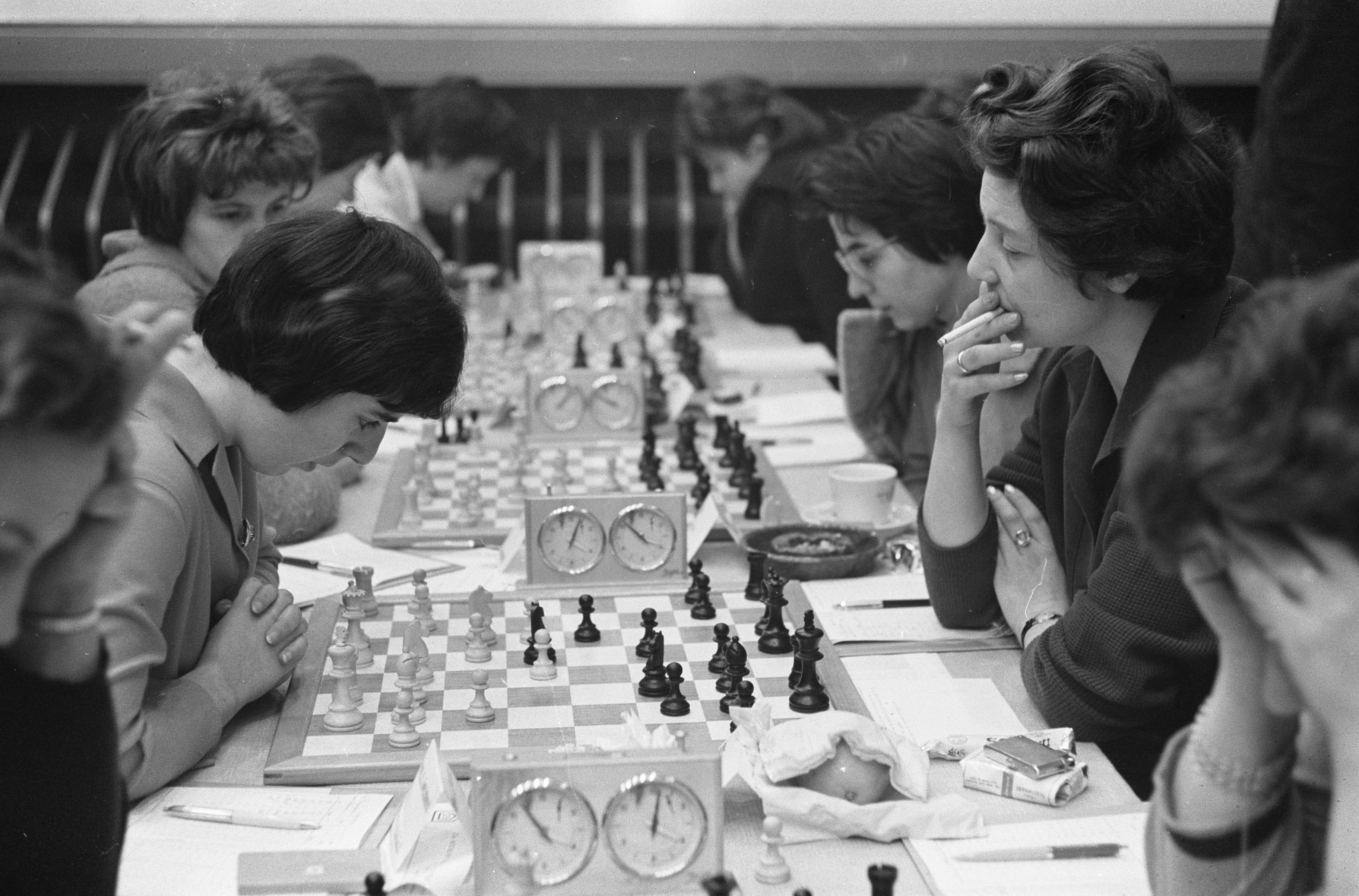
Vrouwentienkamp 1963, Gaprindashvili tegen Vreeken

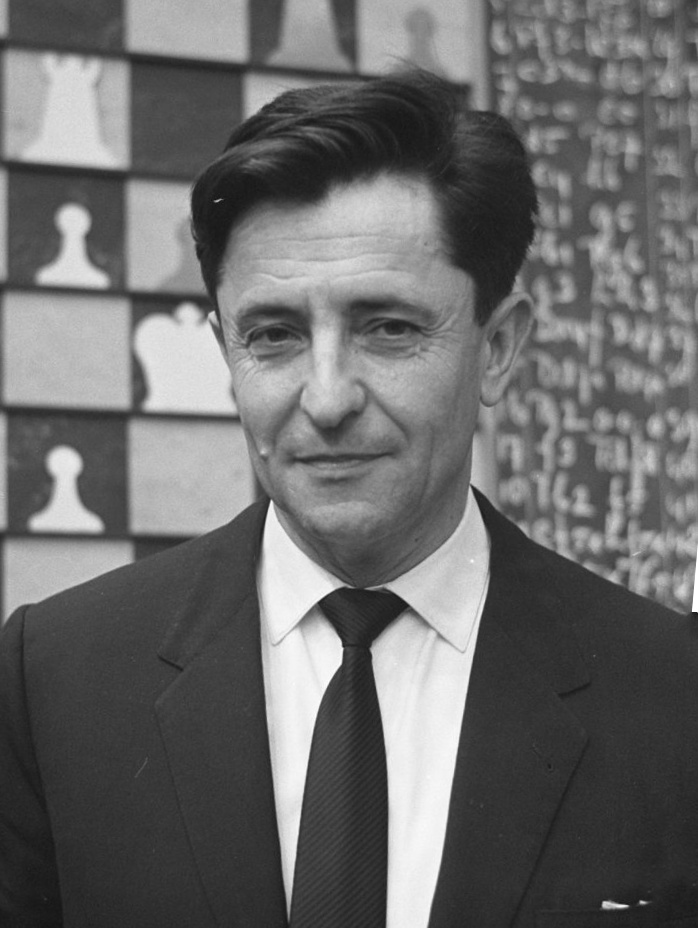
Petar Trifunović, Hoogovens 1962

| 1967 | Boris Spasski                   |
| 1966 | Lev Poloegajevski               |
| 1965 | Lajos Portisch en Jefim Geller  |
| 1964 | Paul Keres en Iivo Nei          |
| 1963 | J.H. Donner                     |
| 1962 | Petar Trifunović                |
| 1961 | Bent Larsen en Borislav Ivkov   |
| 1960 | Bent Larsen en Tigran Petrosjan |
| 1959 | Fridrik Olafsson                |
| 1958 | Max Euwe en J.H. Donner         |
| 1957 | Aleksandar Matanović            |
| 1956 | Gideon Stahlberg                |
| 1955 | Borislav Milic                  |
| 1954 | Hans Bouwmeester en Vasja Pirc  |
| 1953 | Nicolas Rossolimo               |
| 1952 | Max Euwe                        |
| 1951 | Herman Pilnik                   |
| 1950 | J.H. Donner                     |
| 1949 | Sawielly Tartakower             |
| 1948 | Lodewijk Prins                  |
| 1947 | Theo van Scheltinga             |
| 1946 | Alberic O'Kelly de Galway       |
| 1945 | Geen toernooi                   |
| 1944 | Theo van Scheltinga             |
| 1943 | Arnold van den Hoek             |
| 1942 | Max Euwe                        |
| 1941 | Arthur Wijnans                  |
| 1940 | Max Euwe                        |
| 1939 | Nicolaas Cortlever              |
| 1938 | Philip Bakker                   |

## Publicaties
- Kings, queens & rookies. The Tata Steel Chess Tournament. A celebration of 85 years.. Ed.: Peter Boel & Dirk Jan ten Geuzendam. Alkmaar, New in Ches, 2023. ISBN 9789493257771
- Alexander Münninghoff en Lex Jongsma: 60 jaar Hoogovens Schaaktoernooi 1938-1998. Alkmaar, New In Chess, 1998. ISBN 90-5691-039-6